# Kupferberg (Bawaria)

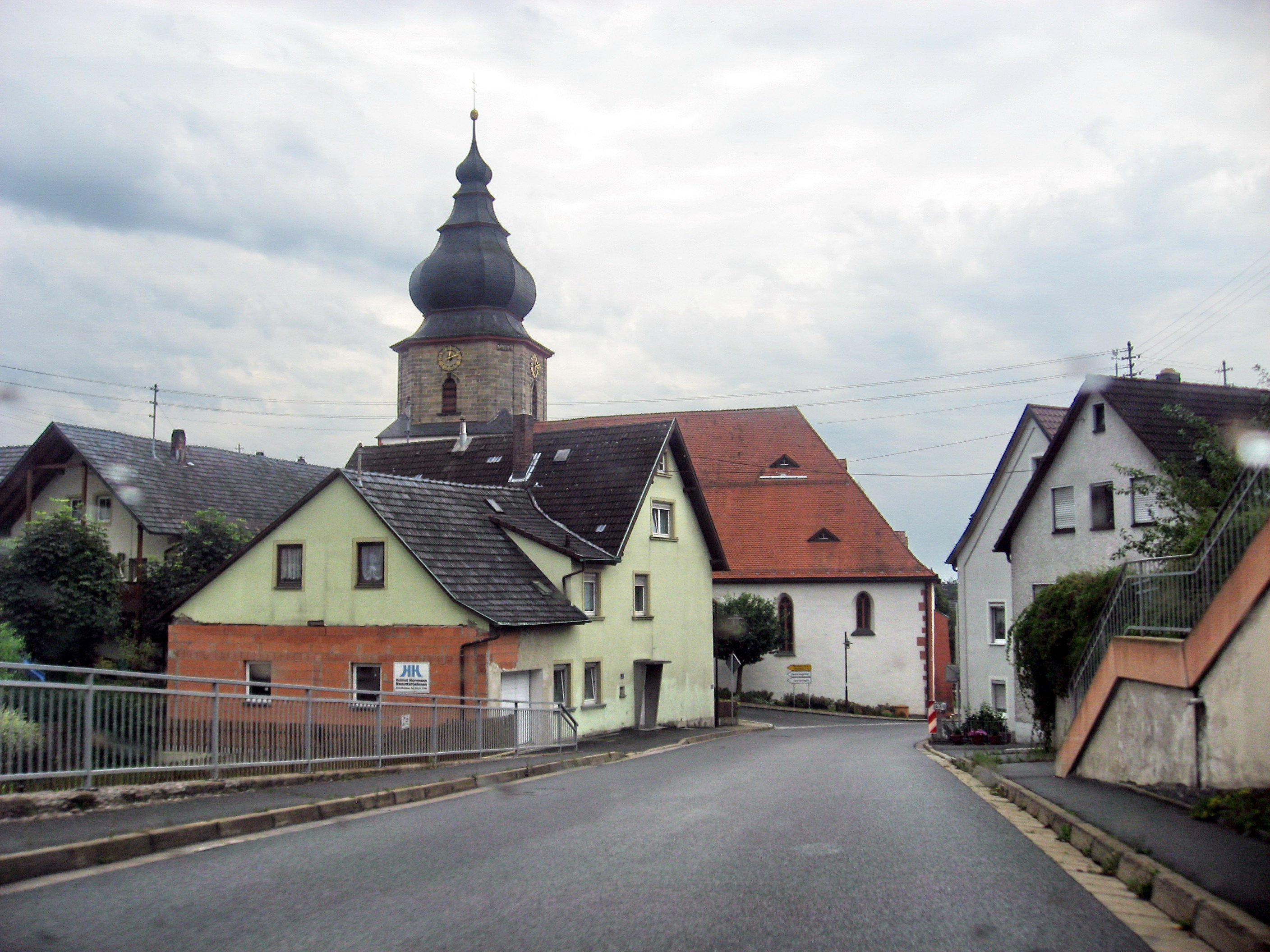
Kupferberg

Kupferberg – miasto w Niemczech, w kraju związkowym Bawaria, w rejencji Górna Frankonia, w regionie Oberfranken-Ost, w powiecie Kulmbach, wchodzi w skład wspólnoty administracyjnej Untersteinach. Leży przy drodze B289.
Miasto położone jest 9 km na północny wschód od Kulmbachu i 30 km na południowy zachód od Hof.

## Dzielnice
W skład miasta wchodzą cztery dzielnice: 
- Dörnhof
- Schallerhof
- Schmölz
- Unterbirkenhof

## Polityka
Burmistrzem jest Herbert Opel. Rada miasta składa się z 13 członków:
|      | CSU | SPD | Zieloni | Niezrzeszeni Wyborcy Kupferberg | Razem |
| 2002 | 7   | 4   | 2       | 13 miejsc                       |       |

## Osoby urodzone w Kupferbergu
- Gottfried Joseph Gabriel Findel (1828 – 1905) – pisarz